# Nu assis (Modigliani, Londres)
Pour les articles homonymes, voir Nu assis.
Nu assis est une  peinture à l'huile sur toile de 92 × 60 cm, réalisée vers 1916 par le peintre italien Amedeo Modigliani.
Elle est conservée dans la Courtauld Gallery de Londres.

## Description
Le tableau de Modigliani, Nu assis, montre une femme nue appuyée contre une chaise dans un intérieur simple et quotidien. L'arrière-plan n'offre aucune distraction, permettant au spectateur d'admirer pleinement la beauté du modèle. La beauté simple de la jeune femme est le point central.
L'expression humble et sereine du visage de la jeune fille semble d'abord avoir un effet aliénant, mais donne en même temps à l'œuvre une charge érotique, sensuelle et une profondeur individuelle particulière. En coupant les jambes en bas, l'attention est concentrée sur le torse et les poils pubiens détaillés. La subtile couleur pâle de la peau suggère la jeunesse et la virginité, comme une Madone classique de la Renaissance, bien que sans vêtements. Les longues lignes angulaires, les formes allongées et la qualité presque sculptée du visage ovale de son modèle sont caractéristiques, comme elles le sont pour presque tous les portraits de Modigliani. Les yeux, la bouche et le nez ne sont pas exactement au bon endroit, mais forment tout de même un ensemble cohérent et crédible.
Dans ce nu féminin, Modigliani met en valeur les formes sinueuses et souligne la langueur en laissant tomber la tête.
Sans certitude, le modèle de la peinture pouvait être Beatrice Hastings, qui à l'époque était la compagne de Modigliani.

## Historique
Bien que certaines sources indiquent que Beatrice Hastings, alors amante de Modigliani, aurait servi de modèle pour le Nu assis, cela semble peu probable. Modigliani a produit vingt-six nus dans la période 1916-1919, pour lesquels son mécène, le marchand d'art Léopold Zborowski, avait l'habitude de trouver des modèles professionnels. La plupart de ces œuvres ont également été réalisées dans l'appartement de Zborowski. Il semble probable que c'était également le cas pour le Nu assis, étant donné la ressemblance limitée avec Hastings et le fait que Modigliani semble avoir utilisé le modèle dans deux œuvres ultérieures également, alors que sa relation avec Hastings était déjà terminée.
Modigliani a exposé le nu assis en 1917 dans la galerie de Berthe Weill à Paris, lors d'une exposition personnelle (la seule qu'il ait jamais eue) pareillement organisée par Zborowski, avec une série d'autres de ses nus. Cependant, lorsque l'exposition a été inaugurée, elle a été immédiatement refermée sur ordre de la police, ses peintures étant jugées obscènes et pornographiques. Lorsque Weill a demandé au commissaire de police ce qu'il y avait de si mauvais dans ces nus, il a souligné la visibilité des poils pubiens. « Obscénité », a-t-il dit. Après que les œuvres ont été retirées de la vitrine, l'exposition s'est poursuivie comme d'habitude à huis clos.